# ستيف مارتينو
ستيف مارتينو (بالإنجليزية: Steve Martino)‏ هو مخرج أمريكي، ولد في 20 يوليو 1959 في دايتون في الولايات المتحدة.

## وصلات خارجية
- ستيف مارتينو على موقع IMDb (الإنجليزية)
- ستيف مارتينو على موقع ألو سيني (الفرنسية)
- ستيف مارتينو على موقع أول موفي (الإنجليزية)
- ستيف مارتينو على موقع قاعدة بيانات الأفلام السويدية (السويدية)
- ستيف مارتينو على موقع قاعدة بيانات الفيلم (الإنجليزية)
- ستيف مارتينو على موقع كينوبويسك (الروسية)